# Phradis polonicus
Phradis polonicus är en stekelart som beskrevs av Horstmann 1981. Phradis polonicus ingår i släktet Phradis och familjen brokparasitsteklar. Inga underarter finns listade i Catalogue of Life.